# Helmut Duschner
Helmut Duschner (* 23. September 1950 in Wölsendorf) ist ein Brigadegeneral außer Dienst des Heeres der Bundeswehr und war zuletzt Amtschef des Logistikamtes der Bundeswehr.

## Leben

### Ausbildung und erste Verwendungen
Duschner trat nach dem Abitur 1970 als Grundwehrdienstleistender bei der Panzergrenadiertruppe in die Bundeswehr ein. Nach Laufbahn- und Truppengattungswechsel durchlief er als Offizieranwärter die Offizierausbildung zum Offizier des Truppendienstes der Heeresfliegertruppe von 1970 bis 1972 in Bückeburg  an der Heeresfliegerwaffenschule und in Hamburg an der Heeresoffizierschule II. Von 1972 bis 1976 folgten Praktika und das Studium der Betriebswirtschaftslehre in Darmstadt. Anschließend war er von 1976 bis 1982 Zugführer-Offizier in der Heeresfliegerstaffel 301 in Mendig, Dezernent für Fliegendes Material der Heeresflieger an der Außenstelle des Materialamtes des Heeres in der Luftwaffenkaserne in Köln-Wahn und Staffelkapitän der Heeresfliegerversorgungsstaffel 365 in Fritzlar.

### Dienst als Stabsoffizier
Von 1982 bis 1984 absolvierte Duschner im 25. Generalstabslehrgang Heer an der Führungsakademie der Bundeswehr in Hamburg die Ausbildung zum Offizier im Generalstabsdienst. Anschließend wurde er als G4-Stabsoffizier (Logistik) der Panzerbrigade 14 in Neustadt (Hessen) und ab 1986 als Leiter des Deutschen Nationalen Verbindungsstabes beim Hauptquartier AFCENT der NATO in Brunssum in den Niederlanden eingesetzt. Von 1989 bis 1991 war Duschner Kommandeur der Luftfahrzeugtechnischen Abteilung 352 in Mendig und bis 1992 G4 Operation im Korps- und Territorialkommando Ost in Potsdam. Ab 1992 war er Referent im Referat V 7 im Führungsstab des Heeres im Bundesministerium der Verteidigung auf der Hardthöhe in Bonn und ab 1994 Abteilungsleiter Einsatzunterstützung im Kommando Luftbewegliche Kräfte/4. Division in Regensburg. 1995 wurde er Chef des Stabes des 1. Deutschen Kontingents United Nations Protection Force in Kroatien und besuchte 1998 das NATO Defense College in Rom. Von 1999 bis 2001 war er stellvertretender Leiter und Chef des Stabes des Materialamtes des Heeres in Bad Neuenahr-Ahrweiler.

### Dienst als General
Von 2001 bis 2003 war Duschner Kommandeur des Logistikzentrums der Bundeswehr in Wilhelmshaven und von 2004 bis 2007 Abteilungsleiter Logistik im Streitkräfteunterstützungskommando. Ab dem 1. Dezember 2007 war er Amtschef des Logistikamtes der Bundeswehr.

## Privates
Duschner ist verheiratet, katholisch und hat einen Sohn.